# Élections sénatoriales de 2001 dans le Nord
Les élections sénatoriales dans le Nord ont lieu le dimanche 23 septembre 2001. Elles ont pour but d'élire les sénateurs représentant le département au Sénat pour un mandat de neuf années.

## Contexte départemental
Lors des élections sénatoriales du 28 septembre 1992 dans le Nord, onze sénateurs ont été élus selon un mode de scrutin proportionnel : 4 PS, 2 RPR, 2 PCF, 1 Divers droite et 1 UDF.
Depuis, tous les effectifs du collège électoral des grands électeurs ont été renouvelés, avec les élections législatives de 1997 dans le Nord, les élections régionales françaises de 1998, les élections cantonales de 1998 et 2001 et les élections municipales françaises de 2001.

## Sénateurs sortants
| Sénateur | Sénateur         | Parti | Fonctions lors de l'élection en 1992                     |
| -------- | ---------------- | ----- | -------------------------------------------------------- |
|          | Ivan Renar       | PCF   | Sénateur sortant, conseiller régional                    |
|          | Pierre Lefebvre  | PCF   | Conseiller général                                       |
|          | Pierre Mauroy    | PS    | Président de l'Internationale socialiste, maire de Lille |
|          | Dinah Derycke    | PS    | Conseillère municipale de Croix                          |
|          | Guy Allouche     | PS    | Sénateur sortant                                         |
|          | Paul Raoult      | PS    | Conseiller régional, maire du Quesnoy                    |
|          | Alex Türk        | DVD   | Conseiller municipal de Lille                            |
|          | Alfred Foy       | DVD   | Conseiller général, maire de Merville                    |
|          | André Diligent   | UDF   | Sénateur sortant, maire de Roubaix                       |
|          | Jacques Donnay   | RPR   | Président du conseil général                             |
|          | Jacques Legendre | RPR   | Conseiller régional, maire de Cambrai                    |

## Présentation des listes et des candidats
Les nouveaux représentants sont élus pour une législature de 6 ans au suffrage universel indirect par les 5684 grands électeurs du département. Dans le Nord, les sénateurs sont élus au scrutin proportionnel plurinominal. Leur nombre reste inchangé, 11 sénateurs sont à élire et 13 candidats doivent être présentés sur la liste pour qu'elle soit validée. La liste des candidats est obligatoirement paritaire et alterne entre les hommes et les femmes.
Quinze listes sont présentes. 

### Parti communiste français
| N° | Candidats | Candidats              | Parti | Mandats                                      |
| -- | --------- | ---------------------- | ----- | -------------------------------------------- |
| 01 |           | Ivan Renar             | PCF   | Sénateur sortant, conseiller régional        |
| 02 |           | Michelle Demessine     | PCF   | Ministre, adjointe au maire de Lille         |
| 03 |           | Pierre Lefebvre        | PCF   | Sénateur sortant, conseiller régional        |
| 04 |           | Annick Mattighello     | PCF   | Conseillère régionale, maire de Louvroil     |
| 05 |           | Éric Bocquet           | PCF   | Maire de Marquillies                         |
| 06 |           | Thérèse Pernot         | PCF   | Conseillère municipale de Sin-le-Noble       |
| 07 |           | René Cher              | PCF   | Conseiller général, maire de Raismes         |
| 08 |           | Colette Dessaint       | PCF   | Conseillère régionale, maire de Masnières    |
| 09 |           | Bernard Baudoux        | PCF   | Conseiller général, maire d'Aulnoye-Aymeries |
| 10 |           | Solange Lemoine        | PCF   | Adjointe au maire de Denain                  |
| 11 |           | Jean-Jacques Candelier | PCF   | Maire de Bruille-lez-Marchiennes             |

### Parti socialiste et alliés
| N° | Candidats | Candidats               | Parti | Mandats                                                      |
| -- | --------- | ----------------------- | ----- | ------------------------------------------------------------ |
| 01 |           | Pierre Mauroy           | PS    | Sénateur sortant, maire de Lille                             |
| 02 |           | Dinah Derycke           | PS    | Sénatrice sortante, conseillère municipale de Lys-lez-Lannoy |
| 03 |           | Paul Raoult             | PS    | Sénateur sortant, conseiller général                         |
| 04 |           | Marie-Christine Blandin | Verts | Conseillère régionale, conseillère municipale de Lille       |
| 05 |           | Bernard Frimat          | PS    | Conseiller régional, conseiller municipal de Valenciennes    |
| 06 |           | Monique Denise          | PS    | Députée, conseillère municipale de Bergues                   |
| 07 |           | Daniel Mio              | PS    | Conseiller régional, maire de Rieulay                        |
| 08 |           | Martine Filleul         | PS    | Conseillère régionale                                        |
| 09 |           | Gérard Devaux           | PS    | Maire de Beauvois-en-Cambrésis                               |
| 10 |           | Anne-Marie Stiévenard   | PS    | Conseillère régionale, conseillère municipale de Fourmies    |
| 11 |           | René Vandierendonck     | DVG   | Conseiller régional, maire de Roubaix                        |

### Divers droite
| N° | Candidats | Candidats            | Parti | Principale fonction                      |
| -- | --------- | -------------------- | ----- | ---------------------------------------- |
| 01 |           | Alex Türk            | DVD   | Sénateur sortant, conseiller régional    |
| 02 |           | Sylvie Desmarescaux  | DVD   | Maire d'Hoymille                         |
| 03 |           | Alain Poyart         | DVD   | Maire d'Avesnes-sur-Helpe                |
| 04 |           | Monique Herbommez    | DVD   |                                          |
| 05 |           | Patrick Vanandrewelt | DVD   |                                          |
| 06 |           | Anne-Marie Duchemin  | DVD   | Maire de Mœuvres                         |
| 07 |           | Gérard Codron        | DVD   | Maire de Neuville-en-Ferrain             |
| 08 |           | Rosine Farine        | DVD   |                                          |
| 09 |           | Bruno Mannel         | DVD   |                                          |
| 10 |           | Charlotte Wallerand  | DVD   |                                          |
| 11 |           | Jean-Pierre Decool   | DVD   | Conseiller général, maire de Brouckerque |

### Rassemblement pour la République (1)
| N° | Candidats | Candidats               | Parti | Principale fonction                                           |
| -- | --------- | ----------------------- | ----- | ------------------------------------------------------------- |
| 01 |           | Jean-René Lecerf        | RPR   | Conseiller général, maire de Marcq-en-Barœul                  |
| 02 |           | Valérie Létard          | UDF   | Conseillère régionale, conseillère municipale de Valenciennes |
| 03 |           | Marc-Philippe Daubresse | UDF   | Député, maire de Lambersart                                   |
| 04 |           | Béatrice Descamps       | RPR   | Maire de Méteren                                              |
| 05 |           | Henri Ségard            | DVD   | Maire de Comines                                              |
| 06 |           | Elisabeth Koral         | DVD   | Adjointe au maire de Fourmies                                 |
| 07 |           | Michel Marcotte         | DVD   | Conseiller régional                                           |
| 08 |           | Gisèle Hébant           | DVD   | Adjointe au maire de Maing                                    |
| 09 |           | Jean-Jacques Peyraud    | DVD   | Maire de Flers-en-Escrebieux                                  |
| 10 |           | Brigitte Lherbier       | RPR   | Conseillère municipale de Tourcoing                           |
| 11 |           | Jean-Yves Herbeuval     | RPR   | Conseiller général, conseiller municipal de Maubeuge          |

### Rassemblement pour la République (2)
| N° | Candidats | Candidats           | Parti | Principale fonction                                                    |
| -- | --------- | ------------------- | ----- | ---------------------------------------------------------------------- |
| 01 |           | Jacques Legendre    | RPR   | Sénateur sortant, conseiller régional, conseiller municipal de Cambrai |
| 02 |           | Christiane Pezin    | DL    | Maire de Sin-le-Noble                                                  |
| 03 |           | Christian Vanneste  | RPR   | Conseiller régional, conseiller municipal de Tourcoing                 |
| 04 |           | Francine Michaux    | DVD   | Adjointe au maire de Landrecies                                        |
| 05 |           | Jean-Pierre Laczny  | RPR   | Conseiller général, maire d'Hondeghem                                  |
| 06 |           | Isabelle Mahieu     | DL    | Conseillère municipale de Lille                                        |
| 07 |           | Jacques Schneider   | RPR   | Maire d'Hergnies                                                       |
| 08 |           | Marie-Louise Foulon | DVD   | Maire de Clary                                                         |
| 09 |           | Bruno Rouzé         | RPR   | Adjoint au maire d'Erquinghem-Lys                                      |
| 10 |           | Bernadette Bouchez  | DVD   | Adjointe au maire de La Madeleine                                      |
| 11 |           | Bruno Lesage        | RPR   | Adjoint au maire de La Bassée                                          |

### Rassemblement pour la République (3)
| N° | Candidats | Candidats         | Parti | Principale fonction |
| -- | --------- | ----------------- | ----- | ------------------- |
| 01 |           | Jacques Donnay    | RPR   | Sénateur sortant    |
| 02 |           | Elisabeth Dantin  | DVD   | Maire de Morbecque  |
| 03 |           | Paul Astier       | DVD   | Maire de Bondues    |
| 04 |           | Suzanne Fornal    | DVD   |                     |
| 05 |           | Patrick Debrabant | DVD   | Maire de Brillon    |
| 06 |           | Patricia Moone    | DVD   | Maire de Berthen    |
| 07 |           | Jacques Pastour   | DVD   |                     |
| 08 |           | Rita Dardenne     | DVD   |                     |
| 09 |           | Patrick Lecutier  | DVD   |                     |
| 10 |           | Hélène Bels       | DVD   |                     |
| 11 |           | Lucien Courtois   | DVD   |                     |

## Résultats
| Tête de liste  | Tête de liste    | Liste          | Voix  | %      | Sièges |
| -------------- | ---------------- | -------------- | ----- | ------ | ------ |
|                | Pierre Mauroy    | PS-Verts       | 1 663 | 29,99  | 4      |
|                | Jean-René Lecerf | RPR-UDF        | 902   | 16,27  | 2      |
|                | Ivan Renar       | PCF            | 797   | 14,37  | 2      |
|                | Alex Türk        | DVD            | 704   | 12,70  | 2      |
|                | Jacques Legendre | RPR-DL         | 682   | 12,30  | 1      |
|                | Jacques Donnay   | RPR            | 198   | 3,57   |        |
|                | Christian Hutin  | MDC            | 194   | 3,50   |        |
|                | Joël Wilmotte    | RPF            | 102   | 1,84   |        |
|                | Daniel Duhamel   | FN             | 79    | 1,42   |        |
|                | Jacques Mutez    | PRG            | 77    | 1,39   |        |
|                | Nicole Baudrin   | LO             | 63    | 1,14   |        |
|                | Philippe Eymery  | MNR            | 28    | 0,50   |        |
|                | Philippe Paty    | UCF            | 20    | 0,36   |        |
|                | Evelyne Lepoutre | CNIP           | 18    | 0,32   |        |
|                | Mustapha Lounes  | DVG            | 18    | 0,32   |        |
|                |                  |                |       |        |        |
| Inscrits       | Inscrits         | Inscrits       | 5 684 | 100,00 |        |
| Abstentions    | Abstentions      | Abstentions    | 73    | 1,28   |        |
| Votants        | Votants          | Votants        | 5 611 | 98,72  |        |
| Blancs et nuls | Blancs et nuls   | Blancs et nuls | 66    | 1,16   |        |
| Exprimés       | Exprimés         | Exprimés       | 5 545 | 97,55  |        |

### Sénateurs élus
| Sénateur | Sénateur                | Parti |
| -------- | ----------------------- | ----- |
|          | Ivan Renar              | PCF   |
|          | Michelle Demessine      | PCF   |
|          | Marie-Christine Blandin | Verts |
|          | Pierre Mauroy           | PS    |
|          | Dinah Derycke           | PS    |
|          | Paul Raoult             | PS    |
|          | Alex Türk               | DVD   |
|          | Sylvie Desmarescaux     | DVD   |
|          | Valérie Létard          | UDF   |
|          | Jean-René Lecerf        | RPR   |
|          | Jacques Legendre        | RPR   |